# Sprossengemüse
Als Sprossengemüse oder auch Keimsprossen, oft auch schlicht Sprossen genannt, werden überwiegend junge Austriebe von Pflanzen oder aus Samenkörnern gekeimte Jungpflanzen bezeichnet. Die botanisch richtige Bezeichnung wäre Sämlinge. Echte Sprossengemüse sind beispielsweise Spargel und Bambussprossen.

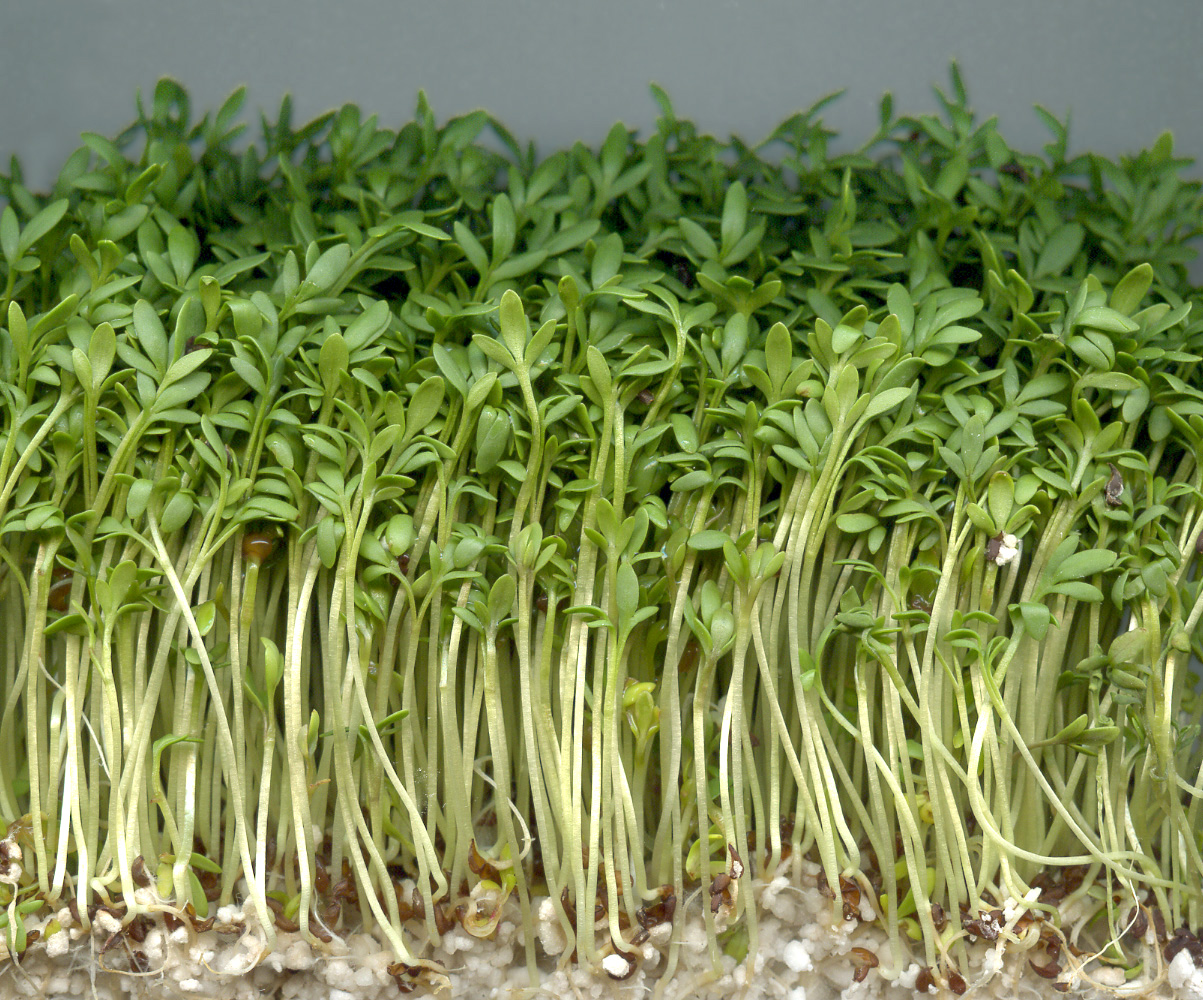
Saatsprossen: Kresse

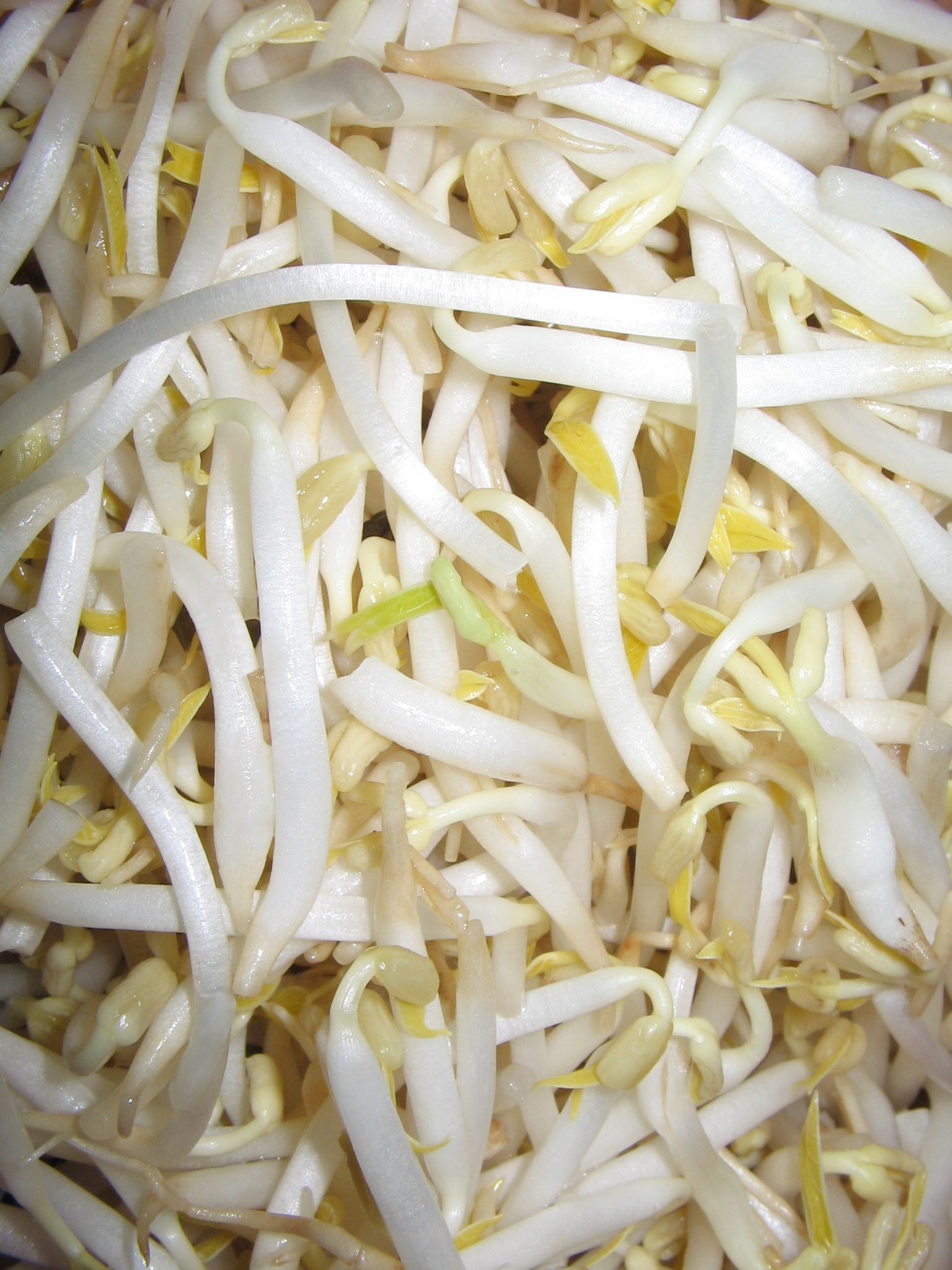
Saatsprossen: Mungbohnensprossen

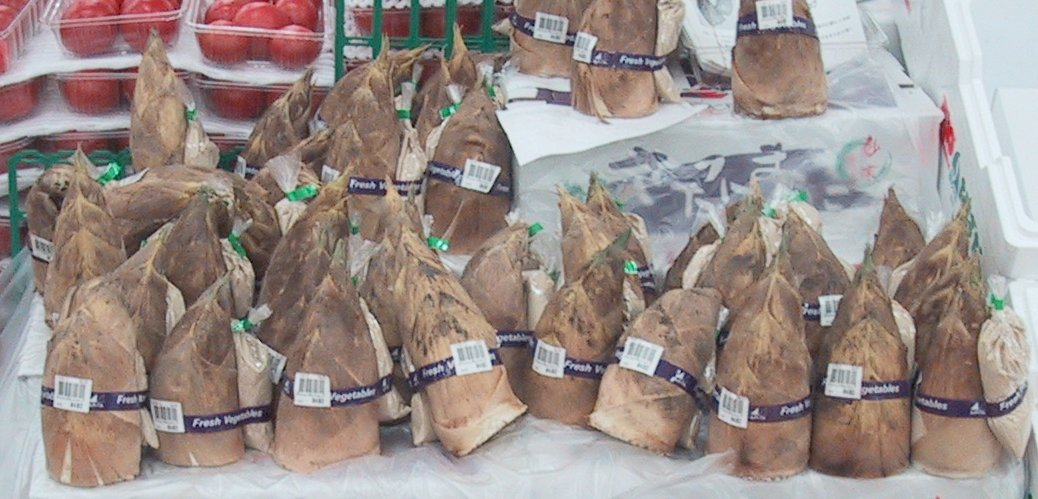
Triebsprossen: Bambussprossen

## Varianten
Essbare Sprossen: Neben Spargel und Bambus sind auch Giersch, Hopfen, Staudenknöterich und Palmherzen essbar. Als Kohlsprossen oder Brüsseler Sprossen werden auch die Blattröschen des Rosenkohls bezeichnet.
Keimsprossen: Mit Ausnahme der Nachtschattengewächse sind fast alle Sämlinge von Nahrungspflanzen verzehrbar, wie Getreide und Pseudogetreide, Kohlgewächse und Hülsenfrüchte. Keimsprossen werden gewöhnlich komplett verzehrt, was die Keimblätter (selten entwickeln sich dabei Primärblätter), Stängel, Wurzel und verbleibende Samenkörner umfasst.
Kressen: Neben der bekannten Gartenkresse lassen sich auch viele andere Pflanzen in kresseähnlicher Weise ziehen. Unter anderem sind Senf, Rettich und Radieschen, diverse Kohlsorten, Perilla (Shiso) und viele Blattsalate dafür geeignet. Diese werden gewöhnlich kurz oberhalb des Wurzelansatzes abgeschnitten und so finden nur die Keim- und Primärblätter und Teile des Stängels Verwendung.

## Geeignete Pflanzen
| Kreuzblütler - Rotkohl - Broccoli - Kohlrabi - Rettich/Radieschen - Kresse - Rucola - Senf | Hülsenfrüchte - Sojabohnen - Mungbohnen - Azukibohnen - Erbsen - Linsen - Kichererbsen | Getreide - Weizen - Roggen - Hafer - Gerste | Sonstige - Bockshornklee - Alfalfa - Rotklee - Sesam - Sonnenblume - Kürbis - Rote Bete - Amarant - Quinoa | - Buchweizen - Zwiebel - Knoblauch - Dill - Fenchel - Leinsamen - Karotte - Borretsch - Koriander |

## Herstellung
Mungbohnensprossen werden in einem Raum mit hoher Luftfeuchtigkeit bei 24 °C bis 25 °C gezogen. Bei der Keimung kommt es zu einer Volumenzunahme um 500 bis 600 Prozent. Nach der Keimung werden die Mungobohnensprossen gründlich gewaschen und gesäuert.

## Verwendung
Von manchen Hülsenfruchtsprossen (Gartenbohne, Kichererbse und Gartenerbse, diese mindestens blanchieren oder kurz braten) abgesehen, können fast alle Sprossen roh gegessen werden, auch die von Mung- und Azukibohnen. Sie können unter Salate gemischt oder in Butterbroten und Sandwiches verarbeitet werden, aber auch kurz vor dem Servieren/Essen über erhitzte Speisen gestreut oder als Garnierung verwendet werden. Ihr größter Vorzug liegt in ihrem vielfältigen Geschmack, von mild und nussig bei vielen Hülsenfrüchten bis zu pikant-scharf bei Senf, Zwiebel und Rettich.

## Gesundheitliche Vorteile
Sprossen gelten als vitaminreich, zudem liefern sie Ballaststoffe, Proteine und Sekundäre Pflanzenstoffe. Durch den hohen Wasseranteil haben sie einen niedrigen physiologischen Brennwert. Antioxidantien nehmen während der Keimung vieler Samenkörner stark zu. Zum Beispiel steigt die Menge der Antioxidantien in Leinsamen von unter 100 mg/100 g auf über 500 mg/100 g während der ersten fünf Keimtage.
Vergleich des Vitamin-C- und Ballaststoffgehaltes von Keimsprossen mit anderen Gemüsen.
| Je 100 g >    | Kresse | Rettichsprossen | Rettich | Broccolisprossen | Broccoli |
| ------------- | ------ | --------------- | ------- | ---------------- | -------- |
| Vitamin C     | 60 mg  | 29 mg           | 27 mg   | 125 mg           | 115 mg   |
| Ballaststoffe | 3 g    | 3,8 g           | 1,2 g   | 2,7 g            | 3 g      |